# Дашкевич, Александр Диомидович
Алекса́ндр Диоми́дович Дашке́вич (1 марта 1912, с. Крапивно Оршанский район Могилёвской губернии — 15 июня 1984, Ленинград) — советский живописец, декоратор и реставратор, член Ленинградского Союза художников.

## Биография
Дашкевич Александр Диомидович родился 1 марта 1912 года в селе Крапивно Оршанского уезда Могилёвской губернии в крестьянской семье. В 1927—1930 учился в Витебском художественном техникуме, в 1934—1940 годах в ИЖСА при Всероссийской Академии художеств в Ленинграде. Занимался у Сергея Приселкова, Семёна Абугова, Альфреда Эберлинга, Михаила Фёдорова, Исаака Бродского. В 1940 году окончил институт по мастерской Исаака Бродского с присвоением звания художника живописи. Дипломная работа — картина «Восстание декабристов».
После окончания института в 1940—1947 годах работал главным художником Камчатского областного театра в Петропавловске на Камчатке, Николаевского областного драматического театра в Николаеве на Амуре, возглавлял правление Хабаровского краевого Союза советских художников, оформив за эти годы свыше 25 спектаклей в театрах Дальнего Востока. После возвращения в Ленинград преподавал в Ленинградском художественно-педагогическом училище.
Участник выставок с 1940 года. Член ЛССХ с 1949 года. Писал портреты, тематические композиции, пейзажи. В 1965—1970 годах работал в коллективе реставраторов над воссозданием монументальной живописи Екатерининского дворца в Пушкине. Среди произведений, созданных А. Дашкевичем в станковой живописи, картины «В деревню за хлебом» (1957), «На берегу Байкала» (1959), «Семья на пляже» (1960), «Добровольцы дальней стройки» (1961), «С ночного сева», «На стройплощадке», «На Байкале» (все 1964), «У пульта» (1975) и другие.
Скончался 15 июня 1984 года в Ленинграде на 73-м году жизни. 
Произведения А. Д. Дашкевича находятся в музеях и частных собраниях в России и за рубежом.